# Peter von Cornelius

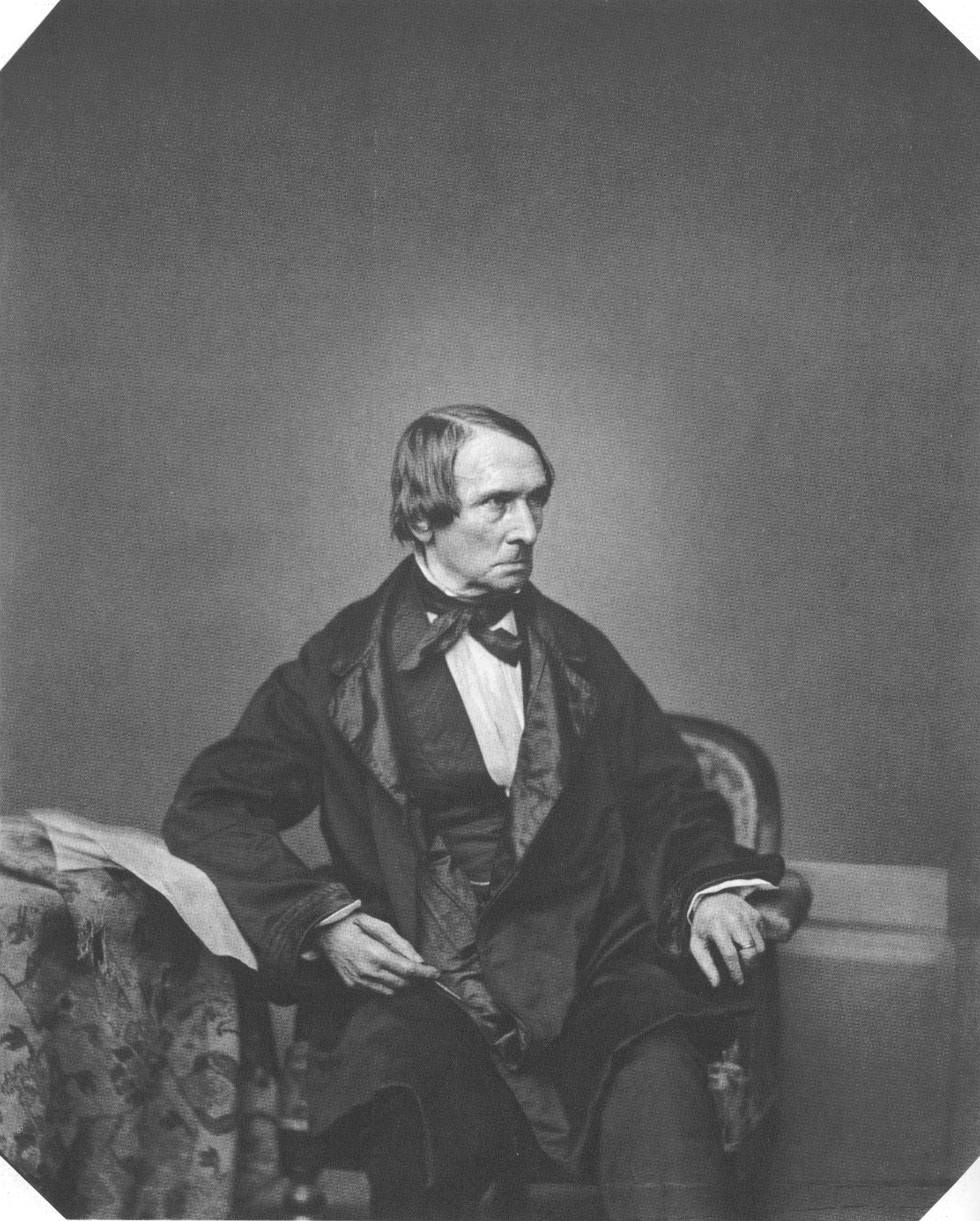
Peter von Cornelius, ca. 1850

Peter von Cornelius (* 23. September 1783 in Düsseldorf; † 6. März 1867 in Berlin) war ein deutscher Maler und einer der Hauptvertreter des Nazarener-Stils.

## Leben

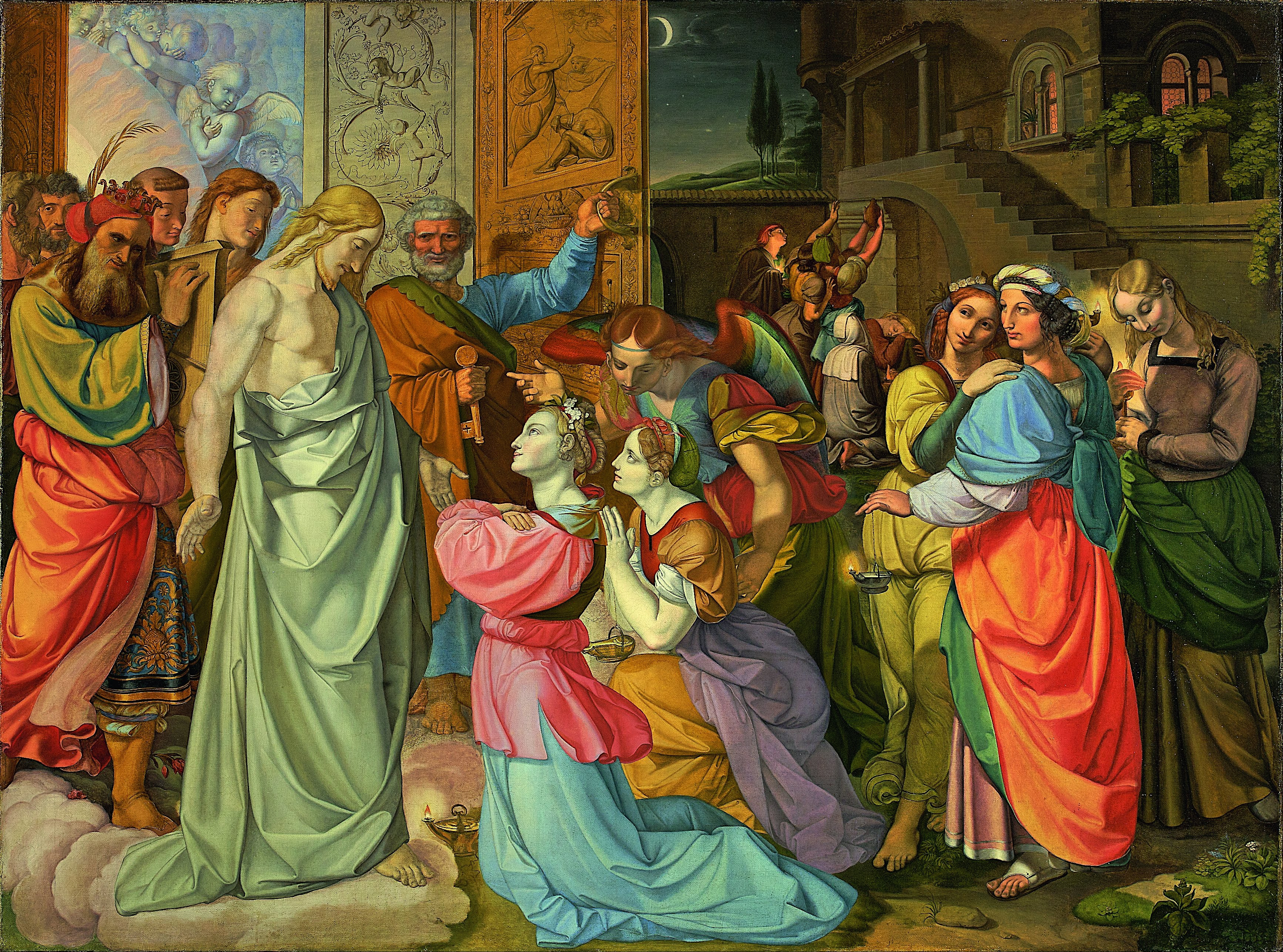
Die klugen und die törichten Jungfrauen, um 1813

Peter Cornelius war der Sohn von Johann Christian Alois Cornelius (1748–1800), Maler, Lehrer und Inspektor an der Kurfürstlichen Akademie, und dessen Ehefrau Anna Helena Corsten. Sein Geburtshaus befindet sich an der Adresse Kurze Straße 15 in der Altstadt von Düsseldorf. Seine erste künstlerische Ausbildung erfuhr er – wie auch sein älterer Bruder Lambert (1778–1823) – durch seinen Vater.
Von 1798 bis etwa 1805 studierte Cornelius an der Düsseldorfer Akademie. In den Jahren 1803 bis 1805 beteiligte er sich an den Weimarer Preisaufgaben von Johann Wolfgang von Goethe. In den Jahren 1806/08 schuf er Wandmalereien im Quirinus-Münster von Neuss. Nachdem seine Mutter am 2. Juni 1809 verstorben war, reiste Cornelius im Herbst 1809 über Koblenz nach Frankfurt am Main, wo er von 1809 bis 1811 im Haus eines Förderers wohnte, des Verlegers Friedrich Wilmans; zwei Bilder von Wilmans und seiner Frau entstanden. 1811 ging er zusammen mit seinem Freund Christian Xeller nach Rom, wirkte in der Casa Bartholdy und freundete sich dort mit dem Maler Friedrich Overbeck an. Dieser nahm ihn in den Lukasbund auf, der als Keimzelle der Nazarener gilt.

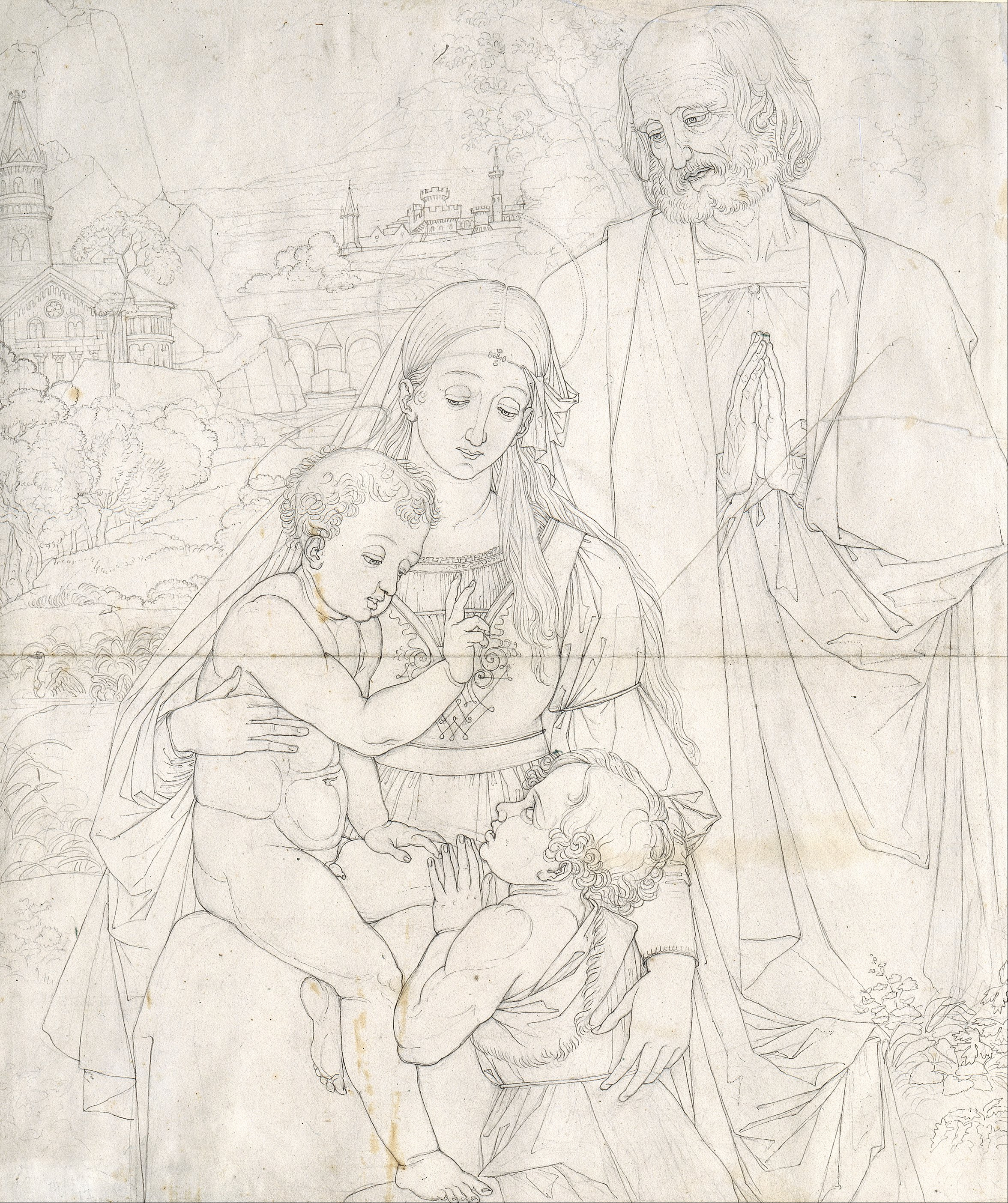
Die heilige Familie mit Johannes dem Täufer als Knaben, Skizze, 1816 (Museum Kunstpalast, Düsseldorf)

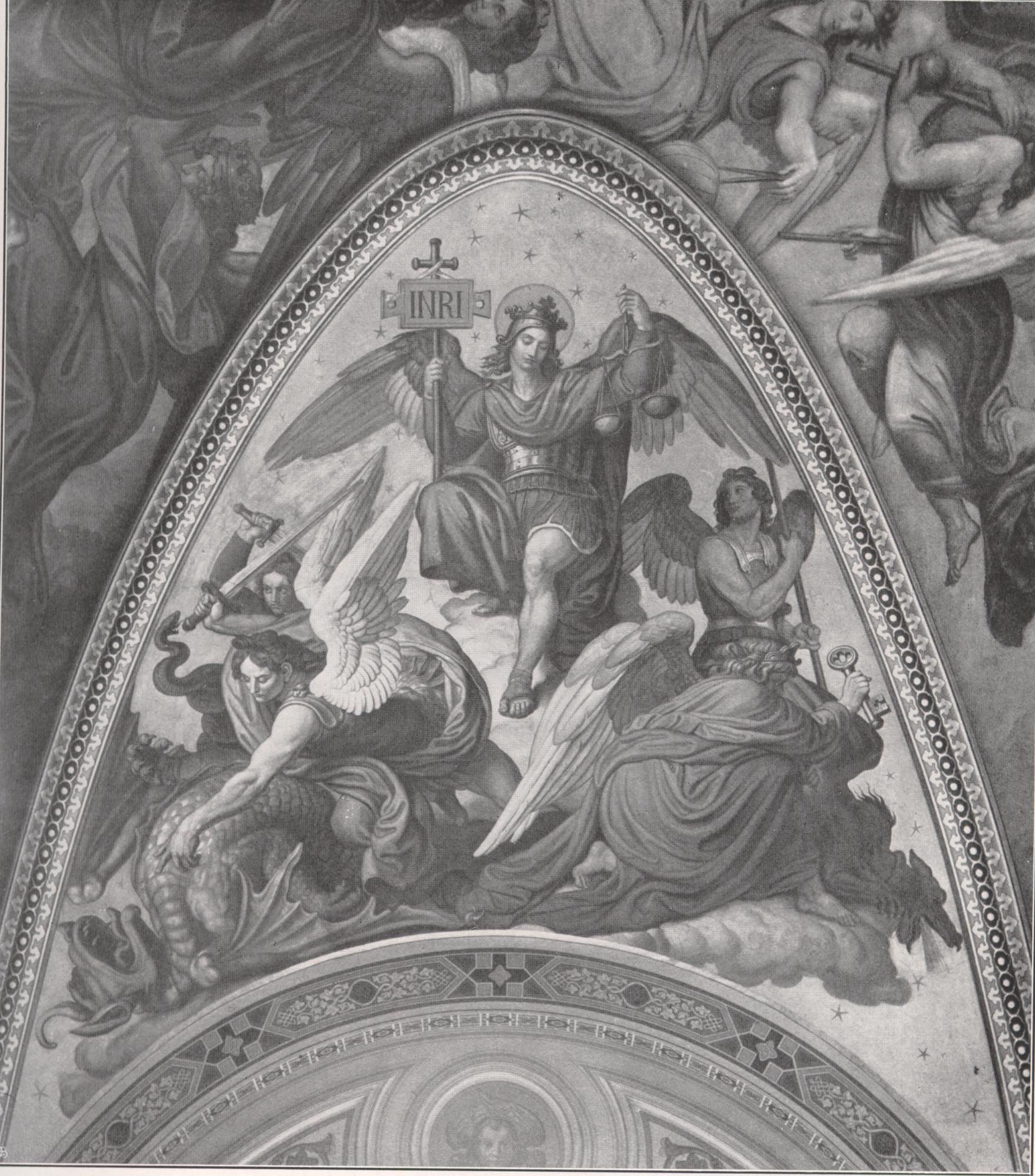
Die Vollstrecker der Strafe Gottes, Fresko, München, St. Ludwig

1816 erschien seine Illustrationsfolge zu Goethes Faust I, mit der er seinen anfänglich barocken Klassizismus aufgab und sich neogotischen Formen zuwandte. Als Vorgänger können die Maler Ernst Ludwig Riepenhausen und Franz Pforr gelten.
1819 bis 1824 war Cornelius Direktor der Kunstakademie Düsseldorf, die das Königreich Preußen 1819 neu begründet hatte. Cornelius und mehr noch sein Nachfolger Wilhelm von Schadow schufen dort die akademischen Grundlagen der Düsseldorfer Malerschule.
1819 berief Kronprinz Ludwig von Bayern Cornelius für einen Auftrag nach München. Dort sollte er unter anderem die Glyptothek neu gestalten. Obwohl das Verhältnis zwischen Künstler und Regenten sehr schwierig war, wurde Cornelius 1825 mit der Leitung der dortigen Akademie der Bildenden Künste betraut und von dem nun bayerischen König Ludwig I. geadelt. Als Unterstützung für seine vielseitigen Aufgaben brachte Cornelius einen Teil seiner Düsseldorfer Schüler wie beispielsweise Hermann Anschütz, Wilhelm Kaulbach und Adam Eberle mit, denen sich später noch Moritz von Schwind anschloss. 1841 kam es zum Zerwürfnis mit dem König und Cornelius übersiedelte nach Berlin.

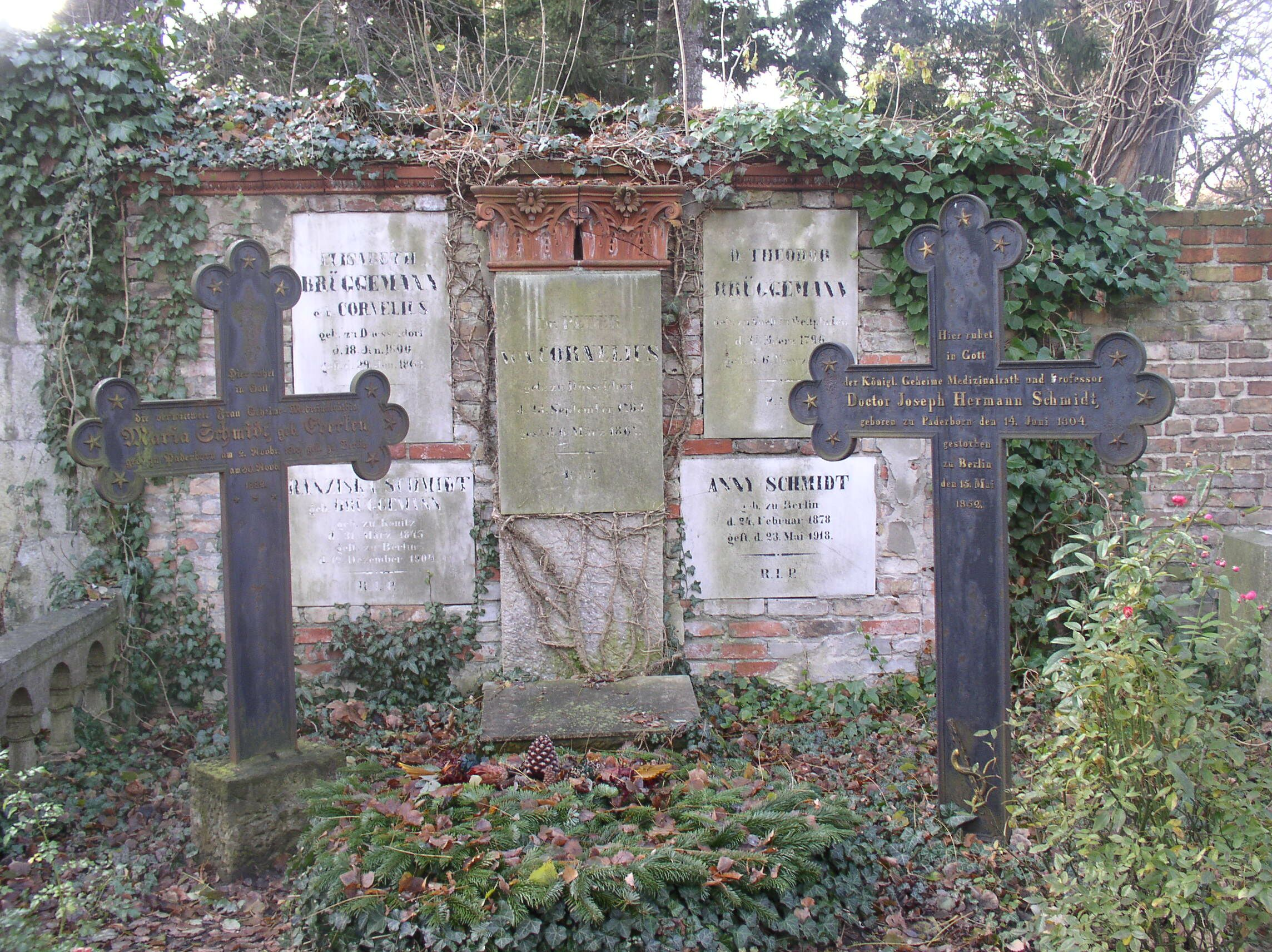
Grabstätte auf dem Alten Domfriedhof der St.-Hedwigsgemeinde in Berlin

Der preußische König Friedrich Wilhelm IV. beauftragte ihn mit der künstlerischen Ausgestaltung des geplanten neuen Domgebäudes und der Friedhofshalle daneben, vom König auch gerne Campo Santo genannt. Graf Atanazy Raczyński überließ ihm den Südflügel seines Palais als Atelier. Im Jahr 1843 trat Cornelius in die Gesetzlose Gesellschaft zu Berlin ein. Da der von König Friedrich Wilhelm IV. geplante Domneubau nicht über die Arbeiten an den Fundamenten hinauskam und auch der Campo Santo nicht vollständig fertiggestellt wurde, konnten die Entwürfe, an denen Cornelius fast über 20 Jahre gearbeitet hatte, nie verwirklicht werden. 1860 wurde er Mitglied im Münchner Verein für Christliche Kunst. Als 1862 Peter von Cornelius Ehrenbürger der Stadt Düsseldorf wurde, richtete der Künstlerverein Malkasten ihm zu Ehren im Geisler’schen Lokal und im Jacobi’schen Garten ein Fest aus.

## Ehen
Seine erste Frau Carolina Grossi, eine geborene Römerin, welche er 1814 geheiratet hatte, verlor er mitsamt seiner Tochter am 24. Oktober 1834 durch den Tod. Mit seiner zweiten Frau Geltrude Ferretini († Juni 1859), erneut eine Römerin, vermählte er sich per Prokuration, bevor sie zu ihm nach München kam. Nach ihrem Tod ehelichte er 1861 eine junge Urbinatin.

## Werke

Das Jüngste Gericht von Peter von Cornelius, in der Ludwigskirche München; zweitgrößtes Altarfresko weltweit.

In seinen monumentalen Werken versuchte er eine Neubelebung deutscher Freskomalerei, wobei seine eigentliche Begabung weniger in der Farbgebung als eher in der Figurenzeichnung deutlich wird. In seinem Spätwerk lehnte er sich stark an die klassische Form Raffaels an.
- 1820–30: Fresken Die Götter Griechenlands in der Glyptothek, München (verloren; Kartons in der Nationalgalerie Berlin).
- 1836–40: Altarfresko Das Jüngste Gericht und Ausmalung der Ludwigskirche, München.
- 1841–67: Die Apokalyptischen Reiter, Karton, ehemals Nationalgalerie Berlin (seit 1945 verschollen)[8]
- 1850: Bildmedaillons der Propheten des Alten Testaments in der Kirche St. Nikolai, Potsdam.
- Fresken im Palazzo Zuccari.

Illustrationen (Auswahl)
- Aventiure von den Nibelungen. Prêtre, Berlin 1817 (Digitalisat der Universitäts- und Landesbibliothek Düsseldorf).
- Bilder zu Goethe’s Faust. Wenner, Franckfurt am Main 1816 (Digitalisat der Universitäts- und Landesbibliothek Düsseldorf).
- Le Paradis du Dante. Avec texte explicatif, dessiné au trait par Pierre de Cornelius. Boerner, Leipzig 1830 (Digitalisat der Universitäts- und Landesbibliothek Düsseldorf)
- Entwürfe zu den kunstgeschichtlichen Fresken in den Loggien der Königlichen Pinakothek zu München. Dürr, Leipzig 1875 (Digitalisat der Universitäts- und Landesbibliothek Düsseldorf).

## Ehrungen

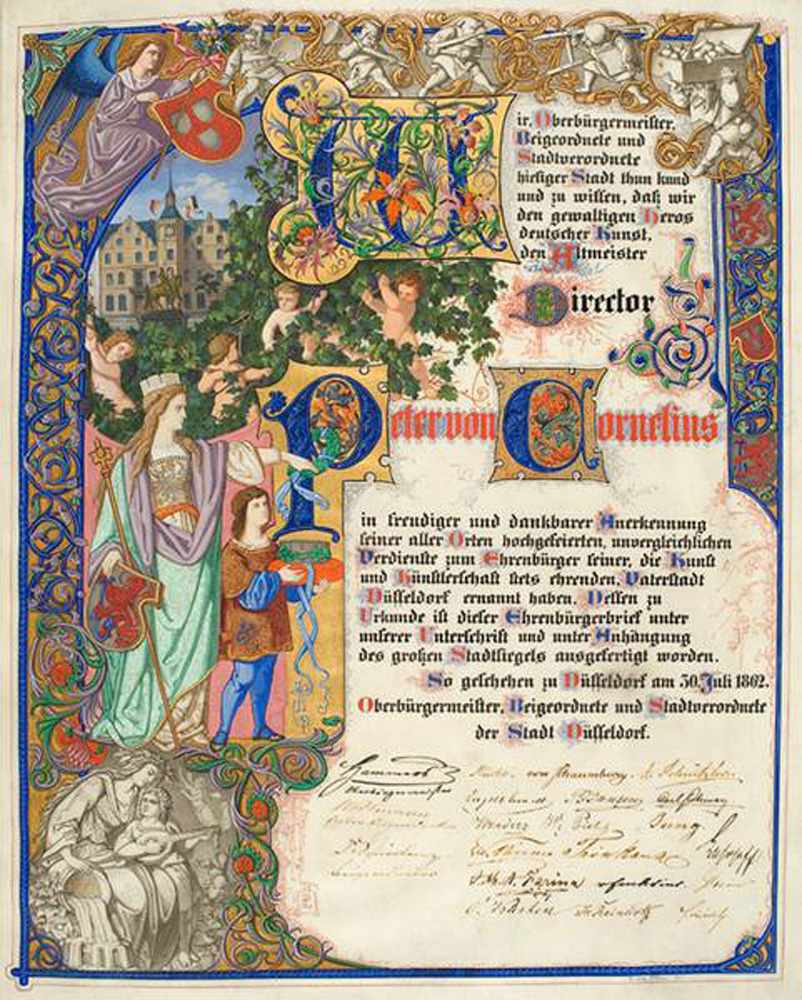
Ehrenbürgerbrief der Stadt Düsseldorf vom 30. Juli 1862

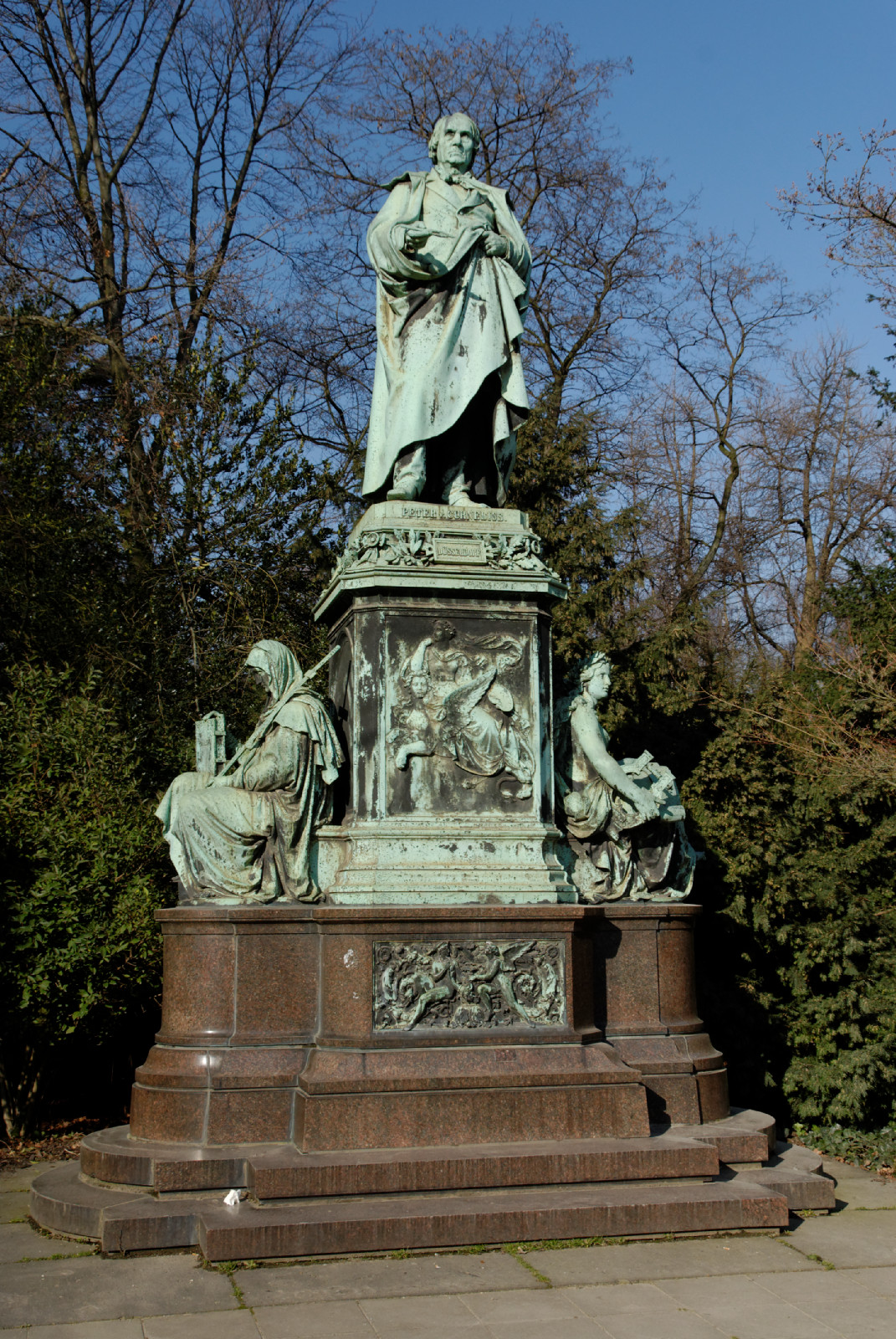
Peter-von-Cornelius-Denkmal am Düsseldorfer Hofgarten

- 1835 wurde er zum korrespondierenden Mitglied der Königlich Niederländischen Akademie der Wissenschaften (Koninklijk Instituut, vierde klasse) gewählt, von 1837 bis 1851 war er assoziiertes Mitglied.[9]
- 1838 wurde Cornelius als auswärtiges Mitglied in die Académie des Beaux-Arts aufgenommen.
- 1839 erhielt Peter von Cornelius das Ritterkreuz der französischen Ehrenlegion[10]
- 1842 wurde Cornelius der Orden Pour le mérite für Wissenschaften und Künste verliehen und
- 1844 von der Universität Münster mit dem Titel Dr. phil. h.c. geehrt.
- 1845 wurde er zum Ehrenmitglied (N. A. Honorary) der National Academy in New York gewählt.[11]
- 1846 wurde er zum assoziierten Mitglied der Académie royale des Sciences, des Lettres et des Beaux-Arts de Belgique gewählt.[12]
- 1859 ernannte ihn das Freie deutsche Hochstift zum Meister.
- 1862 wurde er Ehrenbürger von Düsseldorf.
- Seine Büste fand Aufstellung in der Ruhmeshalle in München.
- Im Jahr 1867 wurde in Wien-Mariahilf (6. Bezirk) die Corneliusgasse nach ihm und seinem Neffen Peter Cornelius benannt.
- 1879 wurde das von Adolf von Donndorf geschaffene Peter-von-Cornelius-Denkmal in Düsseldorf enthüllt.
- Seit Ende der 1890er Jahre prangt sein Name rechts über dem Hauptportal des Gebäudes der Kunstakademie.

Peter von Cornelius ist auch der Namensgeber des Cornelius-Preises der Stadt Düsseldorf.